# گذرگاه مرزی الولید
گذرگاه مرزی الوَلید (عربی: نقطة الوليد الحدودية العراقية) که در سوریه با نام التَنْف شناخته می‌شود، یکی از خطوطِ مرزیِ معتبر میان سوریه و عراق است. این منطقه در جنگ داخلی سوریه از مناطقِ مورد کشمکش میان ایالات متحده آمریکا و سوریه برای تسلط بر مناطق مرزی عراق-سوریه است.